# Обязда (Поморське воєводство)
Обязда (пол. Objazda) — село в Польщі, у гміні Устка Слупського повіту Поморського воєводства.
Населення — 1058 осіб (2011).
У 1975-1998 роках село належало до Слупського воєводства.

## Демографія
Демографічна структура станом на 31 березня 2011 року:
|          | Загалом | Допрацездатний вік | Працездатний вік | Постпрацездатний вік |
| -------- | ------- | ------------------ | ---------------- | -------------------- |
| Чоловіки | 523     | 123                | 355              | 45                   |
| Жінки    | 535     | 117                | 326              | 92                   |
| Разом    | 1058    | 240                | 681              | 137                  |